# 의화왕후
의화왕후 임씨(義和王后 林氏)는 혜종(惠宗)의 왕비로 진주(晉州) 지금의 충청북도(忠淸北道) 진천군(鎭川郡)) 출신이며 대광(大匡) 임희의 딸이다. 본관은 진천(鎭川)이다.
혜종(惠宗)이 태자(太子)이던 시절에 그와 결혼하였고 922년 12월에 박술희(朴述熙)의 건의로 혜종(惠宗)을 정윤(正胤) 왕태자(王太子)으로 삼으면서 그녀도 태자비(太子妃)에 책봉되었다. 그 뒤 흥화군(興化君), 경화궁부인(慶化宮夫人), 정헌공주(貞憲公主)를 낳았다.
943년 부군(副君) 혜종(惠宗)이 즉위하여 왕후(王后)에 책봉되었으며, 사후에는 시호를 의화왕후(義和王后)라 하였고 능호는 순릉(順陵)이며 혜종묘(惠宗廟)에 배장하였다.
목종(穆宗) 5년 4월에 성의(成懿)의 시호(諡號)를 추가하고 현종(顯宗) 5년 3월에 경신(景信)을, 18년 4월에 회선(懷宣)을,  그리고 고종(高宗)40년 10월에 정순(靖順)을 추가하였다.

## 생애
진천 임씨(鎭州 林氏)로 대광(大匡) 임희(林曦)의 딸이다. 921년 (태조(太祖) 4) 10세의 혜종(惠宗)이 태자(太子)로 책봉될 때 태자비(太子妃)가 되었고 혜종(惠宗)이 즉위하자 왕비(王妃)가 되었다.
태조(太祖)가 어린 혜종(惠宗)의 배필로 비를 간택하게 된 데에는 진천의 지역적 위치와 비의 아버지가 장악하고 있는 막강한 군사실력자로서의 위치가 참작되었을 것으로 생각된다. 혜종(惠宗)과의 사이에 흥화궁군(興化宮君)과 경화궁부인(慶化宮夫人)  정헌공주(貞憲公主)의 두 공주(公主)를 두었다.
흥화군(興化君)은 왕위에 나가지 못한 채 광종(光宗) 때에 정치적 이유로 생명을 잃었고 경화궁부인(慶化宮夫人)은 혜종(惠宗) 재위 중에 광종(光宗)의 부인이 되었다. 시호는 의화왕후(義和王后)이고 장지는 순릉(順陵)이며 혜종(惠宗)묘실에 합장되었다.
1002년 목종(穆宗) 5년에 성의(成懿) 1014년 현종(顯宗) 5년에 경신(景信) 1027년에 회선(懷宣) 1253년 고종(高宗) 40년에 정순(靖順)의 시호가 거듭 추증되었다.

## 가계
- 아버지 : 임희(林曦 ? ~945)
- 어머니 : ?
  - 남편 : 혜종(惠宗, 912~945 재위:943~945)
    - 장남 : 흥화궁군(興化宮君, ? ~960이후)
    - 장녀 : 경화궁부인(慶化宮夫人) 광종(光宗, 925~975 재위:949~975)의 후궁
    - 시동생,사위 : 광종(光宗, 925~975 재위:949~975)
    - 차녀 : 정헌공주(貞憲公主)
- 시아버지 : 태조(太祖, 877~943 제위:918~943)
- 시어머니 : 장화왕후(莊和王后)
- 시조부 : 세조(世祖, ? ~897)
- 시조모 : 위숙왕후(威肅王后)

## 대중 문화속에 나타나는 의화왕후
- 《제국의 아침》(KBS, 2002년~2003년, 배우:김현주)
- 《달의 연인 - 보보경심 려》(SBS, 2016년~2016년, 배우: 미상)

## 참고 자료
- 의화왕후 - 한국학중앙연구원

## 참고 문헌
- 고려사(高麗史)
- 고려초기혼인정책(高麗初期婚姻政策)의 추이와 왕실(王室) 족내혼(族內婚)의 성립 (정용숙 한국학보(韓國學報) 37 1984)